# John McKay (homme politique néo-brunswickois)
Pour les articles homonymes, voir McKay et John McKay.
 (décembre 2017).
Si vous disposez d'ouvrages ou d'articles de référence ou si vous connaissez des sites web de qualité traitant du thème abordé ici, merci de compléter l'article en donnant les références utiles à sa vérifiabilité et en les liant à la section « Notes et références ».
John McKay, né le 8 juin 1948 à Newcastle, est un enseignant et homme politique néo-brunswickois (canadien).

## Biographie
John Bradley McKay naît le 8 juin 1948 à Newcastle, aujourd'hui un quartier de Miramichi, fils de William John McKay et d’Elmira Scott. Il suit des études à l'Université du Nouveau-Brunswick et devient professeur.
Il est élu député de la circonscription de Miramichi-Newcastle à l'Assemblée législative du Nouveau-Brunswick de 1978 à 1982, puis de 1987 à 1995. Après l'abolition de sa circonscription, il devient député de celle de Miramichi-Centre de 1995 à 1999 et est président de l'Assemblée législative du Nouveau-Brunswick de 1996 à 1997. Parallèlement, il est élu maire de Newcastle de 1986 à 1987.
Après sa défaite lors des élections de 1999, il retourne en politique municipale à titre de conseiller municipal de Miramichi puis maire de cette ville de 2004 à 2008.